# Csatlós Csilla
Csillag-Csatlós Csilla (Letenye, 1974. január 19. –) magyar executive coach, burnout szakértő, vállalkozó és közéleti szereplő, aki a kiégés megelőzésének és kezelésének elismert hazai szakértője, a NotAlone üzleti közösség alapítója.

## Életpályája
Édesanyja könyvelő, édesapja mozdonyvezető volt. A nagykanizsai Batthyány Lajos Gimnáziumban érettségizett 1992-ben, később idegenforgalmi menedzser végzettséget szerzett, majd napközis tanárként kezdett dolgozni. Családi cégben követeléskezeléssel, válságmenedzsmenttel foglalkozott. Több mint 15 évig dolgozott felsővezetőként. Tapasztalatait interim válságmenedzserként és követeléskezelő cég vezetőjeként szerezte. 2011 és 2017 között a Maternity Magánklinika ügyvezető igazgatója volt, vezetése alatt a klinika „Az Év magánkórháza” lett.
2009-ben nyitotta újra lakóhelyén, Bázakerettyén, a Bonne Chance Hotelt. 2015-től executive coachként kezdett dolgozni, főként kiégett, karrierváltó vezetőkkel és csapatokkal foglalkozik. Szakterülete a krízis, a változásmenedzsment és a kiégés.
2019 és 2024 között Bázakerettye polgármestere volt. Nevéhez fűződik a helyi iskola megmentése: közösségi kampányt indított, hogy új diákokat vonzzon az elnéptelenedő intézménybe.

## Magánélete
Házas, két gyermek anyja.

## Művei
- Kiégés helyett: Egy coach mesél. Bázakerettye: Magánkiadás. 2018.  ISBN 978 615 00 3776 9